# Alphonse Aulard
Alphonse Aulard, nascido François-Victor-Alphonse Aulard (Montbron, Carântono, 19 de julho de 1849 – Paris, 23 de outubro de 1928) foi um historiador francês, titular da primeira cátedra de história da Revolução Francesa na Sorbonne, de 1885 até 1922. Foi um dos primeiros historiadores da Revolução a se basear em pesquisas de arquivos reais, com um corpus cientificamente confirmado. Foi também um radical-socialista, um ativista maçom, e co-fundador da Liga dos direitos do homem.

## Carreira
Aulard nasceu em Montbron, Carântono. Entrou para a Escola Normal Superior de Paris em 1867 e obteve o grau de Doutor em Letras em 1877, com uma tese em latim sobre Caio Asínio Polião e em francês sobre Giacomo Leopardi (cujas obras ele posteriormente traduziu para o francês). Da literatura passou para a história, quando fez um estudo da oratória parlamentar durante a Revolução Francesa, e publicou dois volumes sobre Les orateurs de la Constituante (1882) e sobre Les orateurs de la Legislative et de la Convention (1885). Com estas obras, ele adquiriu uma reputação de estudioso cuidadoso, bem versado nas fontes primárias da Revolução Francesa.
Aplicando ao estudo da Revolução Francesa as regras da crítica histórica, que havia produzido excelentes resultados no estudo da história antiga e medieval, Aulard dedicou-se à pesquisa profunda nos arquivos, e à publicação de inúmeras contribuições importantes para a política, a história administrativa e moral desse período. Sua obra-prima foi uma Histoire politique de la Revolution française (4 volumes, 3.ª edição 1901). Ele defendeu Georges Danton, ao contrário de Maximilien de Robespierre, vendo em Danton o verdadeiro espírito da conturbada Revolução, e a inspiração da defesa nacional contra os inimigos estrangeiros.
Nomeado professor de história da Revolução Francesa, na Sorbonne em 1885, formou a mente de alunos que por sua vez fizeram um trabalho valioso.

## Editor
A ele devemos o Recueil des actes du Comité de salut public (27 volumes 1889-1923); La Société des Jacobins: Recueil de documents sur l'histoire des club des Jacobins de Paris (6 volumes, 1889-1897); Paris pendant la reaction thermidorienne et sous le directoire: Recueil de documents pour l'histoire de l'esprit public a Paris (5 volumes, 1898-1902), que foi seguido por uma coleção sobre Paris sous le consulat (2 volumes, 1903-1904).
Pela Société de l'Histoire de la Revolution Française, que trouxe em seu editorial o importante periódico intitulado La Revolution française. Produziu o Registre des libérations du consulat provisoire (1894), e L'Etat de la France en l'an VIII et en l'an IX, com os relatórios sobre as consequências (1897), além de editar várias obras ou memórias escritas por homens da Revolução, tais como Bailleul, Chaumette, Claude Fournier (chamado de "o americano"), Hérault de Séchelles e Louvet de Couvrai.
Estas grandes coleções de documentos eram uma fração de sua produção. Escreveu uma série de artigos que foram recolhidos em volumes sob o título Etudes et leçons sur la Révolution française (9 volumes, 1893-1924). Em um volume intitulado Taine, historien de la Révolution française (1908), Aulard atacou o método do filósofo eminente na crítica que foi severa, talvez injusta, mas certamente bem informada. Este foi, por assim dizer, o "manifesto" da nova escola de crítica aplicada à história política e social da Revolução (ver Les Annales révolutionnaires, junho de 1908).